# Accidente del Ilyushin Il-76 de la Fuerza Aérea de Rusia de 2024
El 12 de marzo de 2024, un avión de carga Ilyushin Il-76 se estrelló en el Óblast de Ivanovo, Rusia.Iban quince personas a bordo cuando el avión se estrelló; ocho tripulantes y siete pasajeros. No se encontraron supervivientes. Fuentes rusas dijeron que uno de sus motores se incendió y el avión se estrelló poco después del despegue. El Ministerio de Defensa de Rusia citó un incendio en un motor como la causa más probable del accidente.

## Vuelo
El accidente se produjo a las 13:00 hora de Moscú cerca de Bogorodskoye, un asentamiento en la provincia de Ivanovo. Uno de los motores del avión se incendió durante el despegue de un vuelo de rutina. Hubo videos no confirmados del avión cayendo en picado con un motor en llamas, donde pronto se desprendió. Otro vídeo mostraba una columna de humo elevándose.

## Consecuencias
Los bomberos llegaron al lugar del accidente y extinguieron el incendio. El gobernador de la región de Ivanovo, Stanislav Voskresensky, dijo que no hubo daños en las aldeas cercanas al accidente y ofreció sus condolencias a los familiares de las víctimas. El mismo día del accidente el Ministerio de Situaciones de Emergencia concluyó una misión de búsqueda y salvamento. Una fuente del ministerio dijo a TASS que las 15 personas a bordo del avión murieron en el accidente.
El Ministerio de Defensa de Rusia dijo que una junta de las Fuerzas Aeroespaciales Rusas voló al Óblast de Ivanovo para investigar el accidente. Añadió que un incendio en el motor fue la causa probable del accidente.